# Le Journal de Spirou

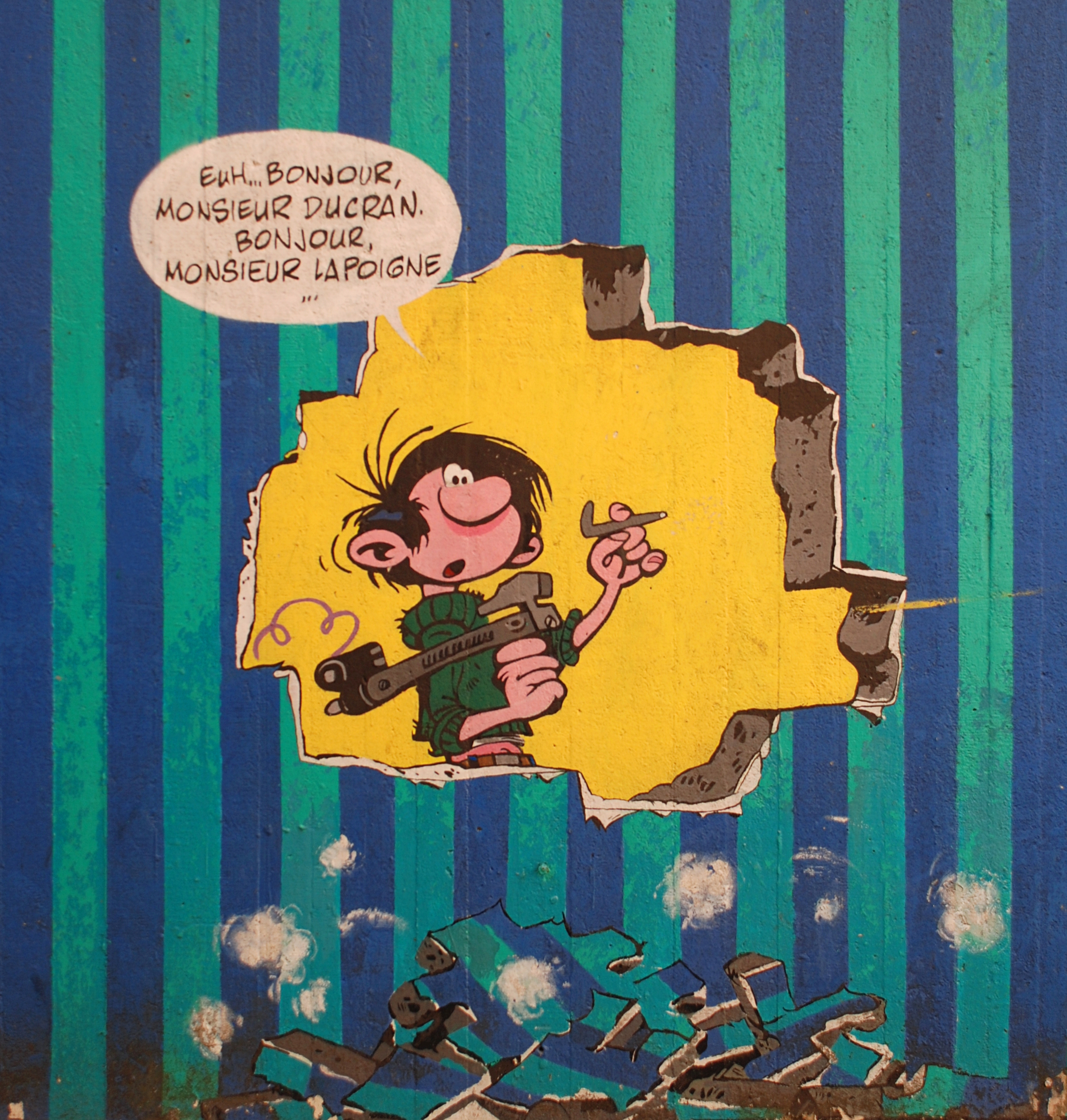
Pintura mural de Tomás el Gafe en Lovaina-la-Nueva (Bélgica).

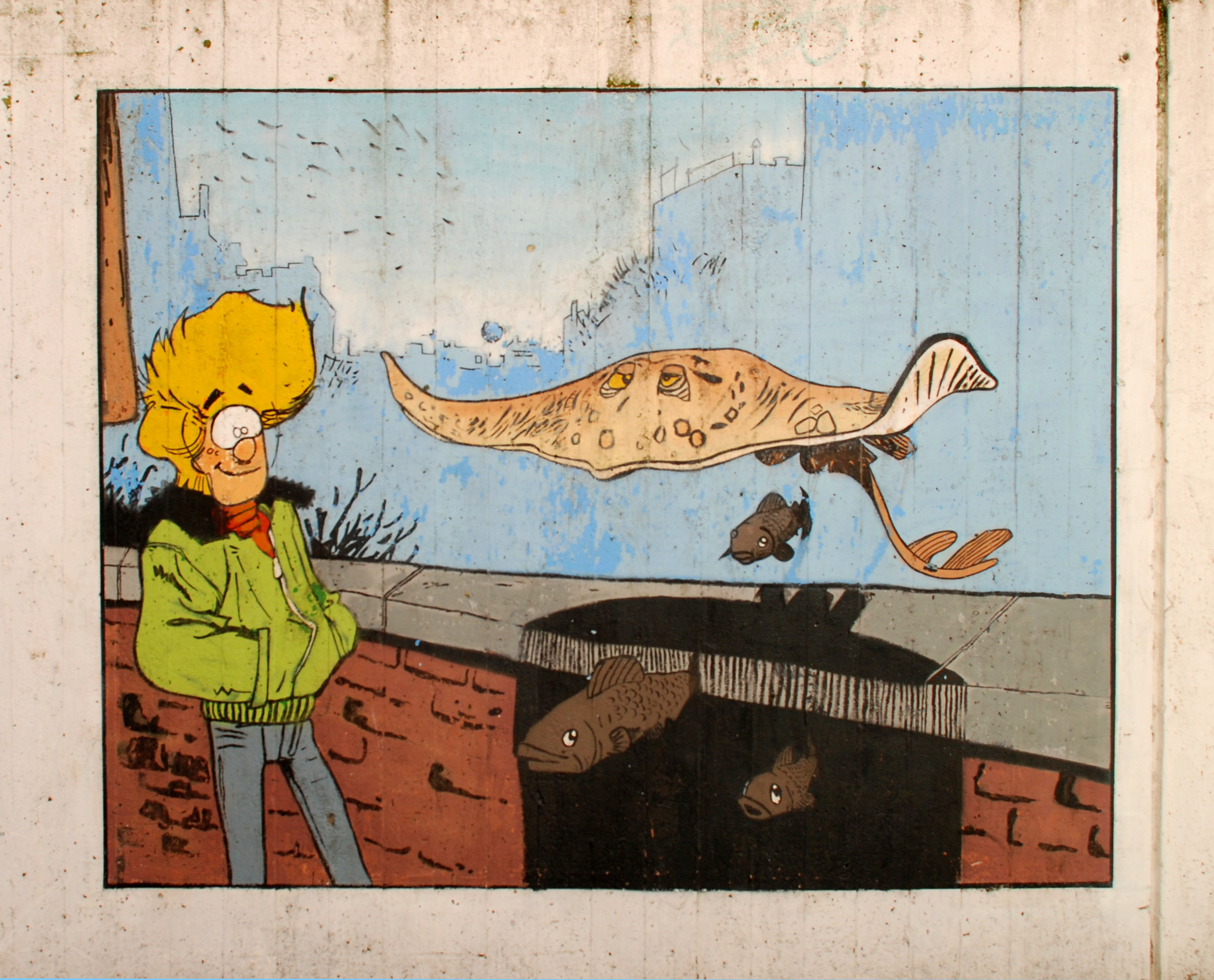
Pintura mural de « Broussaille » en Lovaina-la-Nueva (Bélgica).

Le Journal de Spirou es una revista de historietas juvenil, una de las clásicas del mercado franco-belga y seria competidora de Tintín durante un largo período. Su título, que ha aparecido también como "Spirou Magazine", "Spirou" o "Spirou Hebdo", proviene del valón y significa ardilla o niño revoltoso. A lo largo de los años ha tenido también versiones en neerlandés y castellano. Por sus páginas han pasado muchas series, algunas de las cuales han dejado su huella en el noveno arte, como Spirou y Fantasio, Lucky Luke, Buck Danny, Bill y Bolita, Tomás el Gafe, Los Pitufos y Los "Guerreras azules".

## Historia

### Creación
Con el éxito de la revista semanal Le Journal de Mickey en Francia, y la popularidad de las tiras semanales de Las aventuras de Tintín en Le Petit Vingtième, en la segunda mitad de los años 30 aparecieron en Francia y Bélgica muchas nuevas revistas de historietas o revistas juveniles con historietas. En 1936, el experimentado editor Jean Dupuis puso a sus hijos Paul y Charles, de 19 años, al frente de una nueva revista destinada al mercado juvenil.
Apareció por primera vez el 21 de abril de 1938 como una revista de gran formato, disponible sólo en francés y únicamente en Valonia. Era una revista semanal de historietas de ocho páginas compuesta por una mezcla de historias cortas y gags, historietas en serie y artículos cortos. Introdujo dos nuevas historietas, la homónima Spirou, dibujada por el joven francés Rob-Vel, y Les Aventures de Tif (que más tarde se convertiría en Tif y Tondu), escrita y dibujada por Fernand Dineur, e incluyó cómics estadounidenses como Superman, Red Ryder y Brick Bradford. El 27 de octubre de 1938 apareció también la edición flamenca titulada Robbedoes.

### Segunda Guerra Mundial
Spirou y Robbedoes pronto se hicieron muy populares y la revista duplicó sus páginas de 8 a 16. Tras la invasión alemana, la revista tuvo que dejar gradualmente de publicar cómics estadounidenses. Al principio fueron continuados por artistas locales y luego sustituidos por nuevas series. Cuando Rob-Vel ya no tuvo la posibilidad de enviar sus páginas desde Francia a Bélgica de forma regular, su serie fue continuada por Joseph Gillain, un joven artista que había trabajado anteriormente para Petits Belges y que utilizaba el seudónimo Jijé. Junto con Dineur y Sirius (seudónimo de Max Mayeu), llenaron la revista con varias series nuevas y aumentaron aún más su popularidad.
Casi al final de la guerra, debido a la escasez de papel, se tuvo que interrumpir la publicación, con solo algunos almanaques esporádicos para mantener intacto el vínculo con los lectores y dar trabajo al personal que evitara que fueran deportados a Alemania.

### Los años dorados
El periodo entre 1945 y 1960 ha sido descrito por los críticos como la edad de oro de la revista Spirou y de la historieta belga en general, en parte incitado por la aparición en 1946 de la exitosa revista competidora Tintín. Spirou reanudó su publicación apenas unas semanas después de la liberación de Bélgica, pero ahora en un formato mucho más pequeño. Jijé era el autor principal, haciendo páginas de múltiples series cada semana. También reaparecieron algunos cómics estadounidenses. Jijé puso en marcha un estudio, en el que instruyó a tres talentosos aprendices, Will, André Franquin y Morris, conocidos en conjunto como la "Bande à quatre" (la banda de los cuatro), y que comenzaron a sentar las bases de la llamada escuela de Marcinelle (o escuela de Charleroi) que marcó la revista durante décadas.
En 1946 y 1947, se unieron al equipo algunos de quienes se convertirían en los principales colaboradores de Spirou durante las siguientes décadas, como Victor Hubinon, Jean-Michel Charlier y Eddy Paape. Al cabo de unos años, estos artistas iniciaron sus series, ahora ya clásicas, como Buck Danny (de Hubinon y Charlier), o Lucky Luke (de Morris), mientras que Franquin tomó el relevo de Jijé en Spirou. Poco a poco, las reimpresiones e historietas estadounidenses fueron sustituidas por nuevas producciones europeas y, en los años 50, casi todo el contenido se hacía exclusivamente para la revista. Charles Dupuis siguió siendo el redactor en jefe de la revista hasta 1955, cuando nombró a Yvan Delporte para ese puesto, de modo que pudiera centrarse en su creciente interés por la publicación de álbumes de series de la revista.
La edad de oro tuvo su culminación en los años 50 con la introducción de más autores y series como Peyo (Johan y Pirluit en 1952, Los Pitufos en 1958), René Follet, Marcel Remacle, Jean Roba (con Bill y Bolita), Maurice Tillieux (con Gil Pupila) y Mitacq. En 1954, Jijé creó el cómic realista del oeste Jerry Spring, y en 1957 Franquin presentó al antihéroe Tomás el Gafe. Los autores de la revista, muchos de ellos alumnos de Jijé, se agrupaban estilísticamente en la escuela de Marcinelle, la contrapartida de la ligne claire que exhibían los artistas agrupados en torno a Hergé en la revista Tintín (principal competidora de Spirou).
Para 1960, la revista había alcanzado una estructura fija y había crecido hasta las 52 páginas, principalmente llenas de nuevas historietas europeas (principalmente belgas), junto con algunas páginas de texto (interacción con los lectores) y anuncios. La mayoría de las historietas eran series de larga duración que se publicaban regularmente en forma de álbumes de 44 o 64 páginas, generando una fuente constante de ingresos para los artistas y la editorial. En las décadas siguientes, las ventas de álbumes se convertirían en el foco principal, reduciendo la importancia de la revista, que se convirtió más bien en un caldo de cultivo para nuevos talentos y nuevas series.

### Rejuvenecimiento en los años 60 y 70
A principios de los años sesenta, los principales cambios fueron la fuerte labor editorial de Delporte, quien mantuvo la revista vibrante a pesar de las series más o menos fijas, con numerosos suplementos, juegos y diseños experimentales. La revista demostraba el placer que había supuesto su creación, y mantuvo una fuerte base de lectores a pesar de la creciente competencia de revistas francesas más enfocadas en públicos adolescentes y adultos como Pilote. Algunos de los principales autores (Jijé, Franquin, Will y Hubinon) pasaron a trabajar temporalmente para otras revistas, siendo Morris el único nombre importante que abandonó de manera definitiva la revista. Sus sustitutos, como Berck, tuvieron problemas para llenar el vacío.
Hacia 1959-1960, aparecieron los primeros mini-récits (lit. mini-historias). Se trataba de un experimento en el que se podían arrancar las páginas centrales de las revistas, que el lector (armado con unas tijeras, una grapadora y algo de paciencia) podía doblar para formar una pequeña revista de historietas en sí misma. Varios artistas pudieron perfeccionar sus habilidades en estos mini-récits antes de pasar a páginas más grandes, y hasta los años 70 se produjeron más de 500 mini-récits. Entre las series que debutaron en este formato se encuentran Los Pitufos de Peyo, Bobo de Rosy y Deliège, y Flagada de Degotte entre muchas otras.
Sólo a principios de los años 70 aparecieron nuevas series y autores de éxito. El principal colaborador durante las siguientes décadas fue Raoul Cauvin, un litógrafo que trabajó como camarógrafo para los estudios de animación Dupuis y que escribió historias para series como Musti. Se convirtió en el principal guionista de Dupuis, con series importantes como Sammy con Berck, Los "Guerreras azules" con Lambil, y más tarde Cédric con Laudec y El agente 212 con Daniel Kox, entre otras muchas. Otros nuevos autores importantes fueron François Walthery con Natacha y Roger Leloup con Yoko Tsuno, junto con Isabel de Will, prueba de la nueva ola de cómics aventureros orientados a las mujeres de la década.
Un fracaso comercial pero un éxito artístico llegó en 1977, cuando Delporte creó el suplemento más adulto Le Trombone Illustré, que apareció dentro de Spirou por treinta semanas, y mostró a nuevos artistas como Didier Comès, Enki Bilal, Claire Bretécher, F'murr, Grzegorz Rosinski y Frédéric Jannin, junto a autores más establecidos como René Hausman, Peyo, Roba, Marcel Gotlieb y Franquin, que inició su tercera gran serie, Ideas Negras.

### Desde 1980
A principios de los años 80, Spirou y Robbedoes buscaban una nueva identidad atractiva, con nuevas fórmulas, historietas más adultas como XIII de William Vance y Jean Van Hamme o Jeremiah de Hermann. La mayoría de los artistas de la primera generación ya no estaban activos, y la productividad de muchos artistas de la segunda generación también se ralentizó. Entre los nuevos talentos estuvieron Tome y Janry, el nuevo equipo del cómic Spirou y Fantasio, Bruno Gazzotti (Soda), François Gilson (Mélusine), Bercovici, Zidrou, André Geerts, Bernard Hislaire, Midam (Kid Paddle), Frank Pé, Marc Hardy y Luc Cromheecke.
El número de lectores de Robbedoes se redujo mucho, y fue acortada primero a 32 páginas (mientras que Spirou subía a 68), antes de desaparecer definitivamente en 2005.

## Edición en francés
Le Journal de Spirou se empezó a editar en Bélgica y Francia el Creada por el editor Jean Dupuis, la revista contó desde sus inicios con la participación de grandes autores de la historieta franco-belga.
| Años            | Números     | Título          | Autoría                             |
| --------------- | ----------- | --------------- | ----------------------------------- |
| 14/04/1938      | 0/38-       | Spirou          | Robvel                              |
| 21/04/1938      | 1/38-       | Dick Tracy      | Stevenson/Gould                     |
| 21/04/1938      | 1/38-       | Zizette         | Davine                              |
| 21/04/1938      | 1/38-       | Tif et Tondu    | Fernand Dineur                      |
| 1941-           | 40/41       | Jean Valhardi   | Jean Doisy/Jijé                     |
| 23/07/1942-     | 30/42       | L'Épervier bleu | Sirius                              |
| 1946-           | Almanach 47 | Lucky Luke      | Morris                              |
| 1947-2007       | 455-        | Buck Danny      | Jean-Michel Charlier/Victor Hubinon |
| 11/09/1952-1977 | 752-        | Johan           | Peyo                                |

Jijé revolucionó el cómic realista con Jerry Spring (1954). Maurice Tillieux, creador de Gil Pupila (1956) se convirtió en uno de los guionistas más recurrentes de la revista. Entre 1959 y 1975, incluyó una serie de mini-relatos, el primero de los cuales fue Los pitufos negros de Peyo.
| Años        | Números | Título                       | Autoría                             |
| ----------- | ------- | ---------------------------- | ----------------------------------- |
| 04/03/1954- | 829     | Jerry Spring                 | Jijé                                |
| 1954-       | 867-    | La patrouille des Castors    | Jean-Michel Charlier/Michel Tacq    |
| 1956        | 962-    | Gil Jourdan                  | Maurice Tillieux                    |
| 1957-       | 985-    | Gaston Lagaffe               | Franquin                            |
| 1957        | 989     | Thierry le Chevalier         | Jean-Michel Charlier/Carlos Laffond |
| 1957-1959   | 996-    | Alain Cardan                 | Gérald Forton                       |
| 1957        | 1004-   | César                        | Maurice Tillieux                    |
| 1958        | 1039-   | Le vieux Nick et Barbe-Noire | Marcel Remacle                      |
| 1959-1988   | 1107    | Les Schtroumpfs              | Peyo                                |
| 1959        | 1132-   | Bill y Bolita                | Dupa                                |
| 1960        | 1183-   | Benoît Brisefer              | Peyo                                |
| 1961        | 1196    | Le Flagada                   | Charles Degotte                     |
| 1961        | 1201-   | Youk et Yak                  | Noël Bissot                         |
| 1961-1996   | 1204-   | Bobo                         | Paul Deliège/Maurice Rosy           |
| 1963-1988   | 1321-   | Génial Olivier               | Jacques Devos                       |
| 1964-1976   | 1351-   | Hultrasson                   | Marcel Denis/Marcel Remacle         |

En 1965, empieza a colaborar con la revista Raoul Cauvin, que será el guionista más prolífico de la publicación.
| Años      | Números   | Título                   | Autoría                     |
| --------- | --------- | ------------------------ | --------------------------- |
| 1965-     | 1403-     | Sibylline                | Raymond Macherot            |
| 1965-     | 1408-     | Sophie                   | Jidéhem                     |
| 1965-1977 | 1438-     | Poussy                   | Peyo                        |
| 1966      | 1452-     | Marc Lebut et son voisin | Francis/Maurice Tillieux    |
| 1967-1973 | 1531-     | Attila                   | Rosy, Derib                 |
| 1967      | 1534-     | Les petits hommes        | Pierre Seron                |
| 1968-1973 | 1556-     | Los guerrilleros         | Miguel Cussó/Jesús Blasco   |
| 1968      | 1568-     | Archimède                | Bob de Groot, Turk          |
| 1968-1969 | 1574      | Arthur et Léopold        | Raoul Cauvin, Eddy Ryssack  |
| 1968      | 1582-1612 | Dan Lacombe              | Miguel Cussó/Jordi Bernet   |
| 1968      | 1585-     | Les tuniques bleues      | Raoul Cauvin, Salvé         |
| 1969-1983 | 1589-     | Les krostons             | Paul Deliège/Arthur Piroton |
| 1968-1979 | 1591-     | Paul Foran               | Gil/Montero                 |
| 1969      | 1614-     | Amber et Akka            | Youssouph Ben Houpla/Phocas |
| 1969      | 1617-     | Les mousquetaires        | Raoul Cauvin, Luc Mazel     |
| 1969-1971 | 1635-     | Robin les Foies          | Claire Bretécher            |
| 1969-1993 | 1654-     | Isabelle                 | Delporte, Macherot, Will    |
| 1969-1979 | 1601-     | Angélique                | Carlos Roque                |

Natacha (1970) fue "el primer personaje de revista infantil que tenía curvas más allá de lo acostumbrado". También tenía protagonismo femenino la serie Yoko Tsuno.
| Años          | Números | Título                    | Autoría                            |
| ------------- | ------- | ------------------------- | ---------------------------------- |
| 26/02/1970-   | 1663-   | Natacha                   | François Walthéry                  |
| 1970-         | 1667    | Sammy                     | Raoul Cauvin/Berck                 |
| 24/09/1970-   | 1693-   | Yoko Tsuno                | Roger Leloup                       |
| 1970-73       | 1707-   | Brice Bolt                | Jean-Michel Charlier, Artur Aldoma |
| 1972          | 1806-   | Khéna et le Scrameustache | Gos                                |
| 1974-presente | 1867    | Papyrus                   | Lucien de Gieter                   |
| 1974-         | 1880-   | Pauvre Lampil             | Raoul Cauvin/Willy Lambil          |
| 1975          | 1938-   | Godaille et Godasse       | Raoul Cauvin/Jacques Sandron       |
| 1975-         | 1939-   | L'agent 212               | Raoul Cauvin/Daniel Kox            |
| 1975-         | 1965-   | Boulouloum et Guiliguili  | Raoul Cauvin, Luc Mazel            |
| 1976-         | 2010-   | Wofi                      | Albert Blesteau                    |
| 1977          | 2045-   | Aurore et Ulysse          | Pierre Seron                       |

A finales de los 70, "Spirou" fue abriéndose progresivamente a nuevos estilos, de los que dan fe series como Bodouille y Violette (1978), Femmes en blanc (1981), Pierre Tombal (1983) o XIII (1984).
| Años          | Números | Título                | Autoría                                        |
| ------------- | ------- | --------------------- | ---------------------------------------------- |
| 1978-1985     | 2087-   | Bidouille et Violette | Bernard Hislaire                               |
| 1978-1997     | 2088-   | Arnest et Augraphie   | André Franquin, Yvan Delporte, Frédéric Jannin |
| 1978-         | 2123-   | Zowie                 | Darasse, Bosse                                 |
| 1978-         | -       | Broussaille           | Frank Pé                                       |
| 1981-presente | 2240-   | Les femmes en blanc   | Raoul Cauvin/Bercovici                         |
| 1983-1986     | 2343-   | Arkel                 | Stephen Desberg/Marc Hardy                     |
| 1983-1985     | 2372-   | Tiger                 | Bud Blake                                      |
| 1983-         | 2372-   | Pierre Tombal         | Raoul Cauvin/Hardy                             |
| 1983-         | 2372-   | BB de BD              | Didgé                                          |
| 1983-         | 2372-   | Jérémiah              | Hermann                                        |
| 1984-1986     | 2408-   | XIII                  | Jean Van Hamme/William Vance                   |
| 1985-1994     | 2466-   | Aristote et ses potes | Gerrit de Jager                                |
| 1987-         | 2594-   | El pequeño Spirou     | Janry/Tome                                     |
| 1992-1999     | 2804-   | Africa Jim            | Gilson, Clarke                                 |
| 1994          | 2945-   | Baby–sitters          | Christian Godard, Valda                        |
| 1996-1997     | 3045-   | Barbara Sleepless     | Zidrou/Olivier Wozniak                         |

En el año 2008, se organizaron diversos actos con motivo de su 70 aniversario, incluyendo una exposición retrospectiva en el Centro Belga de la BD con el título de Les aventures d'une rédaction.

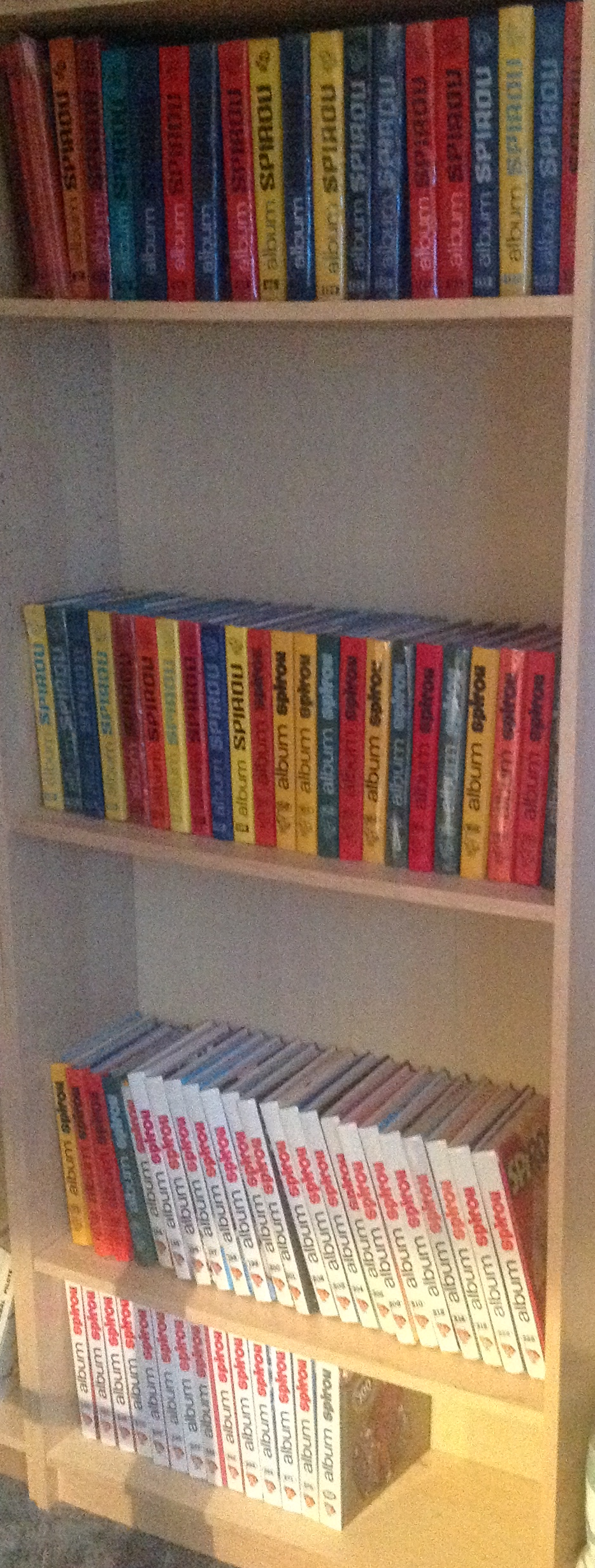
Álbumes recopilatorios de varias épocas

### Número de homenaje de «Spirou» a «Charlie»
El viernes 16 de enero de 2015, las ediciones Dupuis pusieron a la venta una edición especial de la revista «Spirou», en cuya realización participaron 150 dibujantes (entre ellos el caricaturista belga Pierre Kroll), y cuyo objetivo era por un lado rendir homenaje a «Charlie Hebdo», así como defender la «libertad de expresión» y conseguir fondos para donarlos a las familias de los fallecidos en el atentado contra dicho semanario. La portada de esta publicación fue realizada por Yoann Chivard, donde se observa a Spirou con su apariencia habitual, pero con una remera con la leyenda «Je suis Charlie». Dado el suceso de venta que se obtuvo, una reimpresión ya fue decidida de este material.

## Edición en neerlandés: Robbedoes
Duró desde 1938 hasta 2005 y además de traducciones del "Spirou" francés, incluyó algunas series específicas, producidas por autores holandeses y flamencos.

## Edición en castellano
En castellano, el material de Le Journal de Spirou había aparecido en diversos medios, contando entre 1969 y 1971 con la revista  "Strong", pero no apareció con su propio nombre hasta 1979:

### Spirou Ardilla (1979-1980)
Spirou Ardilla fue editada en Argentina, Chile, España y Perú durante 1979 y 1981, con periodicidad quincenal, alcanzando 67 números.  Tenía un formato de 36 páginas de 20 × 27 cm. y su precio ascendía a 50 pesetas, 1000 pesos o 1,50 dólares, según el país. Contó con las siguientes series:
| Aparición | Números                   | Título                                 | Historias de "continuará"        | Autoría                               |
| --------- | ------------------------- | -------------------------------------- | -------------------------------- | ------------------------------------- |
| 1979      | 1, 2, 3,                  | Bill y Bolita                          |                                  | Roba                                  |
| 1979      | 1, 2                      | Marc Lebut, su vecino y... el Ford T   | Un rally accidentado (Núm. 1, 2) | Francis/Maurice Tillieux              |
| 1979      | 1                         | César y Ernestina                      |                                  | Maurice Tillieux                      |
| 1979      | 1, 2,                     | Poussy                                 |                                  | Peyo                                  |
| 1979      | 1                         | Genial Oliver                          |                                  | Jacques Devos                         |
| 1979      | 1, 3,                     | Bobo                                   |                                  | Paul Deliège                          |
| 1979      | 1                         | Wofi                                   |                                  | Albert Blesteau                       |
| 1979      | 1, 2, 3,                  | Sam                                    |                                  | Lagas                                 |
| 1979      | 1, 2, 3,                  | Gastón                                 |                                  | Franquin                              |
| 1979      | cuadernillo coleccionable | Quena y el Sacramus                    | La herencia del inca (núm. 1 a ) | Gos                                   |
| 1979      | 2,3,                      | El agente 212                          |                                  | Raoul Cauvin/Daniel Kox               |
| 1979      | 2                         | Gustavo                                |                                  | Raoul Cauvin/Jacques Sandron          |
| 1979      | 2                         | Pobre, pobre Lampil!                   |                                  | Raoul Cauvin/Lambil                   |
| 1979      | 1 a                       | Las más bellas historias del Tío Pablo |                                  | Cicuendez                             |
| 1979      | 3                         | Sofía                                  |                                  | Vicq/Jidéhem                          |
| 1979      | 3                         | Sir Incipiente el Renglón              |                                  | Fernando Asián/José Luis de la Fuente |
| 1979      | 3                         | Jerry Spring                           | La chica del cañón (núm. 3 a )   | Philip/Jijé                           |
|           | 30-                       | Aurora y Ulises                        | La puerta del Olimpo             | Pierre Seron                          |
|           | 32                        | La Burbuja                             |                                  | Charles Degotte                       |
|           | 36                        | Bululum y Guiliguili                   |                                  | Raoul Cauvin, Luc Mazel               |

### Super Spirou Ardilla
Super Spirou Ardilla, sustituta de Spirou Ardilla, poseía una periodicidad quincenal y un tamaño mayor, pues llegaba a las 68 páginas. Costaba 85 pesetas y sólo aguantó 8 números en 1980.
| Números | Título           | Historias largas                   | Autoría                |
| ------- | ---------------- | ---------------------------------- | ---------------------- |
| 8       | Guerreras azules | Recompensa: mil quinientos dólares | Raoul Cauvin/Salvérius |

### Super Álbum Bomba
Súper Álbum Bomba, que recopilaba 4 números de Spirou Ardilla.

### Otras
Paralelamente, se publicó  "Bill y Bolita", que sólo duró cuatro números. Tras el cierre de estas revistas, Fuera Borda (1984-1985) retomaría la edición de este material en castellano.